# Джиткундо
Джит Кун-До (截拳道, Jeet Kune-Do, кантон. [tɕìːt̚.kʰy̭ːn.tòu], Цзе-цюань-дао на севернокитайском; Чжэньфань-фу, в оригинале, по имени основателя) — это метод, который можно применять при изучении любого единоборства из всего их многообразия, созданный Брюсом Ли (Ли Чжэньфанем). В переводе с китайского означает «Путь опережающего кулака». Пол Боуман в книге «За Брюсом Ли: преследуя дракона в кино, философии и популярной культуре» (2013) отмечает, что это название впервые появилось в 1967  году, но стало активно использоваться Брюсом Ли лишь в 1968 году.

## Что такое Джит Кун-До
Брюс Ли называл Джит Кун-До «методом», так как, согласно его философии, Джит Кун-До может быть использован в любом виде боевых искусств, а также в повседневной жизни.
Как написано в книге жены Брюса, Линды Ли «Мужчина, которого знала только я», данный метод первоначально предназначался для успешной самозащиты в уличной драке. В технике Джит Кун-До охватываются многие стили восточных единоборств — Ушу (в основном, Вин Чун и Тай чи), Джиу-джитсу, Тхэквондо (обучался ударам ногами у Джуна Ри), а также английский и филиппинский бокс, с обобщением использования их техник, но со своей собственной философией.
Например, используя в Джит Кун-До элементы единоборства Кунг-фу, Брюс Ли убрал все классические «твёрдые» защитные стойки, классические последовательности ответов и контратак, однако сохранил ударные техники, блоки и перехваты, с упрощением их использования.
В книге Линды Ли процитирована фраза Брюса:
«Простой путь — правильный путь. В драке никому нет дела до красоты. Главное — уверенность, отточенные навыки и точный расчёт. Поэтому, в методе Джит Кун-До я старался отразить принцип „выживания наиболее приспособленного“. Меньше пустых движений и энергии — ближе к цели».
Существует версия того, что Брюс Ли основал свой метод изучения боевых искусств на основе принципов Филиппинского единоборства Биколано, которое возникло путём усовершенствования Китайского ушу, проникшего на Филиппины.

## История Джит Кун-До
В настоящее время Джит Кун-До в мире известно, в основном, благодаря Образовательному Фонду Брюса Ли, созданному дочерью Маленького Дракона Шеннон при поддержке и активном участии его вдовы, ближайших учеников: Таки Кимуры, Теда Вонга и других близких ему людей.
Большой вклад в популяризацию Джит Кун До внёс Дэн Иносанто — один из наиболее известных учеников Брюса Ли. Дэн дополнил арсенал Джит Кун-До техниками некоторых других единоборств (в частности, Муай Тай и бразильского джиу-джитсу), а также применил концепцию Джит Кун До для усовершенствования филиппинской школы единоборств Кали. Кали представляет собой бой с использованием одной или двух деревянных палок, ножа либо другого подручного предмета.
В то же время, кроме Дэна Инносанто, как минимум ещё два человека получили из рук самого Брюса Ли не только звание инструктора Джит Кун До, но и право преподавать Джит Кун До другим людям — Таки Кимура и Джеймс Ли . Кроме того, существовал и активно преподавал Джит Кун До последний личный ученик, спарринг-партнёр и помощник Брюса Ли в демонстрации техники Джит Кун До при оформлении его книг — Тед Вонг (5 ноября 1937 — 24 ноября 2010). Именно Теда Вонга Образовательный Фонд Брюса Ли признавал инструктором, преподающим чистое Джит Кун До без примесей техник различных видов единоборств, неадаптированных для условий реального боя.
Наряду с JKD-инструктором Дэном Иносанто, преподающим Джит Кун До в своей «Академии Боевых Искусств Иносанто» и другими JKD-инструкторами, сертифицированными Брюсом Ли и его учениками, существуют также школы, использующие в своем названии слово «Джит Кун-До», как правило, в маркетинговых целях, однако предпочитающие практику кунг-фу, каратэ и других восточных стилей. Как правило, лидеры этих школ никогда не проходили сколь-нибудь серьезного обучения Джит Кун До у Брюса Ли или его личных учеников, не сертифицированы никем из них, поэтому говорить о какой-то преемственности, целостной системе обучения или качестве обучения Джит Кун До в этих случаях нельзя.
Такие школы иногда называют себя школами Чжэньфань Джит Кун-До (Чжэньфань — китайское имя Брюса Ли), в основе большинства из них лежит практика Вин Чун Кунг-Фу, вида восточных единоборств, которым Брюс Ли овладел одним из первых и, по его собственному признанию, которому он был обязан своей превосходной физической формой.

## Особенности тактики ведения боя
В стиле Джит Кун-До почти нет прямолинейных ударов. Практически все удары при нападении проводятся после обманного движения или контратаки. Технически совершенное нападение включает в себя стратегию, скорость, тайминг, обманные движения и точный расчёт. Боец данного стиля стремится совершенствовать все эти элементы в процессе ежедневных тренировок.
Вид нападения зависит от вида защиты, должен быть основан на ожидаемой реакции противника.